# Arbeitsgemeinschaft Justiz
Arbeitsgemeinschaft Justiz – niemiecki związek zawodowy; federacja związków zawodowych działających w wymiarze sprawiedliwości, zrzeszonych również w DBB.
Organizacje należące do AGJ:
- Bund Deutscher Rechtspfleger (BDR)
- Bund der Strafvollzugsbediensteten Deutschlands (BSBD)
- Deutscher Amtsanwaltsverein (DAAV)
- Deutscher Gerichtsvollzieherbund (DGVB)
- Deutsche Justiz-Gewerkschaft (DJG)
- Deutsche Steuer-Gewerkschaft (DSTG)

Przewodniczącym związku jest Wolfgang Römer (BSBD) z Hemer.